# Giovanni dal Ponte
Giovanni dal Ponte (1385 - 1438)  foi um pintor italiano. 
Nasceu em Florença e trabalhou em Assis e Roma, bem como em sua cidade natal. É conhecido por alegorias históricas e obras religiosas. Foi discípulo de Buonamico Buffalmacco. Mesclou características góticas com novos artistas como Masaccio.
Não deve ser confundido com o pintor Giovanni da Santo Stefano da Ponte (1306–1365).